# Česko Slovensko má talent (8. řada)
Osmá řada Česko Slovensko má talent odstartovala na televizních stanicích TV Prima a TV JOJ 30. srpna 2019 a skončila 7. prosince 2019. Tato řada byla oznámena na konci posledního dílu sedmé řady moderátorem Davidem Gránským. Porotci a moderátoři 8. řady zůstali stejní jako v předchozí řadě. V porotě se tedy objevili Jaro Slávik, Jakub Prachař, Diana Mórová i Marta Jandová, moderátorskou dvojici vytvořili David Gránský a Lujza Garajová Schrameková. Součástí této řady byla také herečka Jiřina Bohdalová v roli speciální porotkyně. Na Primě byly premiérové díly pořadu vysílány v pátek večer, na TV JOJ v sobotu večer. Diváci mohli blíže poznat soutěžící v aftershow na stanici Prima Cool v pondělí večer. Moderátory aftershow byli Sonia Edde, moderátorka Úplně debilních zpráv, a Jakub Kotek, moderátor televize Óčko. Vítězem se stala Margaréta Ondrejková a získala 50 000 eur. První castingy se uskutečnily ve 12 městech v Česku v dubnu 2019.

## Zlatý Pátrovič
Novinkou 8. řady bylo ocenění Zlatý Pátrovič, pojmenované po soutěžícím Jozefu Pátrovičovi, který se zúčastnil každé série. Tuto sošku mohl každý porotce udělit právě jednou, a to tomu soutěžícímu, který sice dělá něco, čemu ne zcela rozumí, ale přesto je v tom fantastický a přesvědčivý. Cena nemá symbolizovat nejhorší výkon, ale odhodlání, vytrvalost, jedinečnost, naději, víru v talent a cestu za svým snem.

### Seznam soutěžících oceněných Zlatým Pátrovičem
| Soutěžící                | Věk         | Žánr/Talent  | Porotce          |
| ------------------------ | ----------- | ------------ | ---------------- |
| Václav Svoboda           | 15 let      | tanec        | Jakub Prachař    |
| Barbora Cábová           | 26 let      | gogo tanec   | Diana Mórová     |
| Lady Viky (Diana Mórová) | 45 (49) let | tanec a zpěv | Jiřina Bohdalová |
| Lucky Seven              | 20 let      | rap          | Marta Jandová    |
| Jakub Prachař            | 36 let      | zpěv         | Jaro Slávik      |

## Zlatý buzzer
Součástí této řady byl také zlatý bzučák, neboli zlatý buzzer. Pomocí Zlatého buzzeru mohli porotci a v této řadě i moderátoři poslat soutěžící z castingu až do finále. Stejně jako u Zlatého Pátroviče mohl porotce dát Zlatý buzzer pouze jednomu soutěžícímu.

### Seznam soutěžících oceněných zlatým buzzerem
| Soutěžící            | Věk       | Žánr/Talent       | Porotce       | Casting |
| -------------------- | --------- | ----------------- | ------------- | ------- |
| Margaréta Ondrejková | 15 let    | zpěv              | Jaro Slávik   | 2       |
| Katya & Nikita       | 8, 11 let | vzdušná akrobacie | Marta Jandová | 4       |
| Fricska Dance Group  | 25–29 let | tanec             | Jakub Prachař | 6       |
| Daniel Zappi         | 35 let    | zpěv              | Diana Mórová  | 8       |
| Samuel Rychtar       | 11 let    | zpěv, kytara      | David a Lujza | 11      |

## Semifinále
Semifinále bylo odstartováno na konci Velkého třesku. Semifinále bylo pouze virtuální a nebylo vysíláno v televizi. Porota vybrala 6 semifinalistů, ze kterých diváci SMS hlasy vybrali dva finalisty, kteří finálovou devítku uzavřeli. Hlasování bylo ukončeno v neděli 1. prosince v 16.00 SEČ, výsledky byly oznámeny ten den ve večerních zpravodajských relacích.
| Pořadí | Soutěžící        | Žánr/Talent    | Původ, bydliště | Výsledek |
| ------ | ---------------- | -------------- | --------------- | -------- |
| 1.     | Dušan Mičunek    | zpěv           | Slovensko       | nepostup |
| 2.     | Katarína Šinková | zpěv a looping | Česko           | nepostup |
| 3.     | Citadela Mefisto | tanec          | Brno, Nitra     | postup   |
| 4.     | Kelso            | rap            | Slovensko       | nepostup |
| 5.     | Mickey Mikulica  | hra na bicí    | Česko           | nepostup |
| 6.     | Bike O'Clock     | jízda na kole  | Česko           | postup   |

## Finále
Finále se vysílalo 7. prosince 2019. Pět účastníků postoupilo díky zlatým bzučákům. Z postupujících soutěžících vybrala porota další dva, které poslala přímo do finále. V den finále bylo oznámeno, že se jej Katya a Nikita nezúčastní, jelikož se mladá akrobatka během zkoušky zranila a vystupovat by mohlo být riskantní. Porota rozhodla, že dvojice automaticky postupuje do finále příštího ročníku soutěže. V tom však nevystoupili, protože pár přestal jakožto dvojice vystupovat.
| Pořadí | Soutěžící                   | Žánr/Talent       | Původ, bydliště | Výsledek    |
| ------ | --------------------------- | ----------------- | --------------- | ----------- |
| 1.     | Margaréta Ondrejková        | zpěv              | Čachtice        | 1. místo    |
| 2.     | Katya & Nikita              | vzdušná akrobacie | Ukrajina        | odstoupili  |
| 3.     | Fricska Dance Group         | tanec             | Maďarsko        | 4.–8. místo |
| 4.     | Daniel Zappi                | zpěv              | Praha           | 4.–8. místo |
| 5.     | Samuel Rychtar              | zpěv s kytarou    | Brno            | 2. místo    |
| 6.     | Volha Safronava             | malování pískem   | Praha           | 3. místo    |
| 7.     | Tobiáš Košir a Sára Titzová | step              | Brno            | 4.–8. místo |
| 8.     | Citadela Mefisto            | tanec             | Brno, Nitra     | 4.–8. místo |
| 9.     | Bike O'Clock                | jízda na kole     | Česko           | 4.–8. místo |

## Porota a moderátoři

Galerie porotců
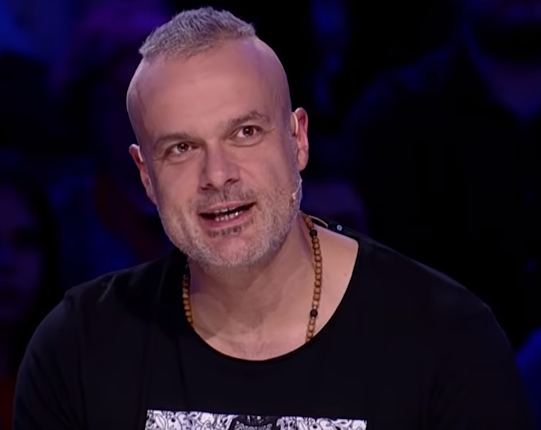
Jaro Slávik
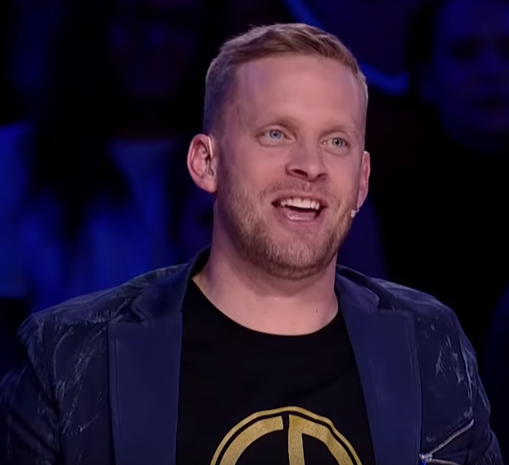
Jakub Prachař
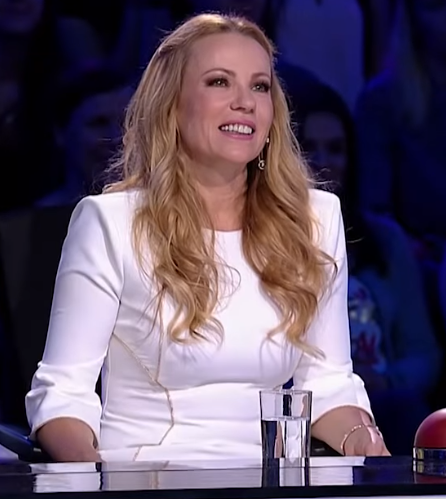
Diana Mórová
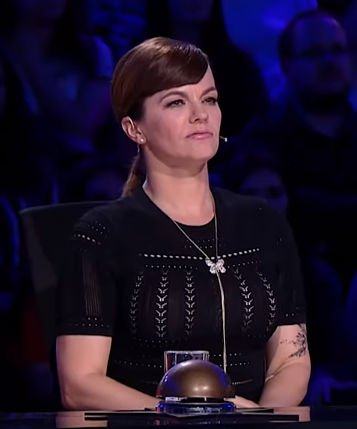
Marta Jandová
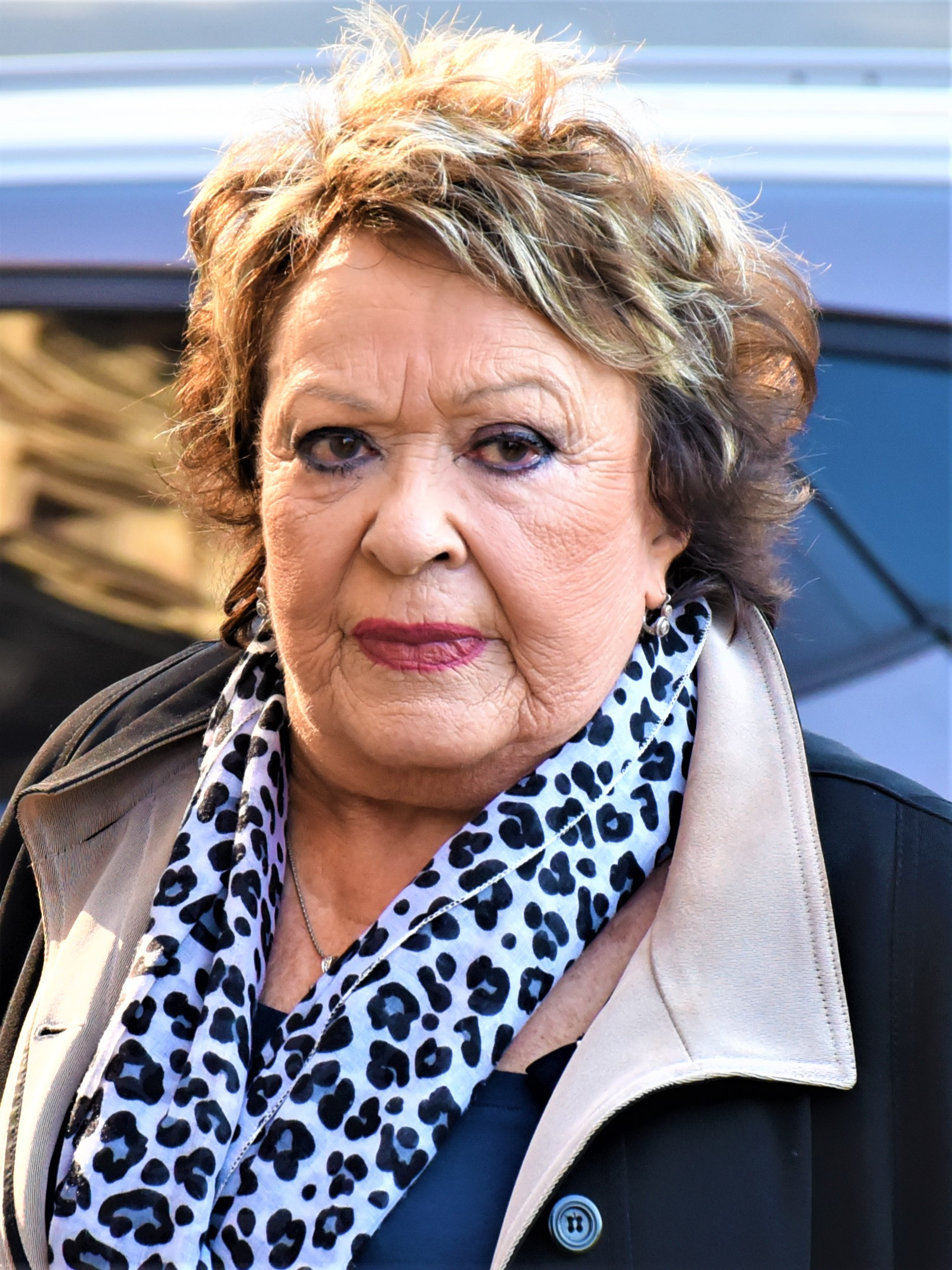
Jiřina Bohdalová

Galerie moderátorů
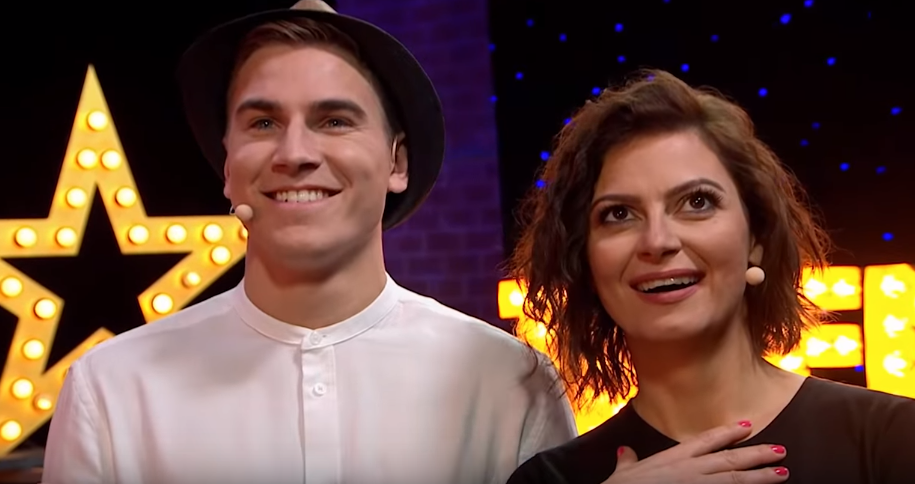
David Gránský a Lujza Garajová Schrameková

## Díly
| #  | Díl                          | Premiéra           | Premiéra           |
| #  | Díl                          | Česko              | Slovensko          |
| -- | ---------------------------- | ------------------ | ------------------ |
| 1  | Castingy 1                   | 30. srpna 2019     | 3. září 2019       |
| 2  | Castingy 2                   | 6. září 2019       | 7. září 2019       |
| 3  | Castingy 3                   | 13. září 2019      | 10. září 2019      |
| 4  | Castingy 4                   | 20. září 2019      | 14. září 2019      |
| 5  | Castingy 5                   | 27. září 2019      | 21. září 2019      |
| 6  | Castingy 6                   | 4. října 2019      | 28. září 2019      |
| 7  | Castingy 7                   | 11. října 2019     | 5. října 2019      |
| 8  | Castingy 8                   | 18. října 2019     | 12. října 2019     |
| 9  | Castingy 9                   | 25. října 2019     | 19. října 2019     |
| 10 | Castingy 10                  | 1. listopadu 2019  | 26. října 2019     |
| 11 | Castingy 11                  | 8. listopadu 2019  | 2. listopadu 2019  |
| 12 | Castingy 12                  | 15. listopadu 2019 | 9. listopadu 2019  |
| 13 | Castingy 13                  | 22. listopadu 2019 | 23. listopadu 2019 |
| 14 | Castingy 14 a Velký třesk    | 29. listopadu 2019 | 30. listopadu 2019 |
| 15 | Finále                       | 7. prosince 2019   | 7. prosince 2019   |
| 16 | Česko Slovensko má SILVESTRA | 31. prosince 2019  |                    |